# Ivar Nielsen Meier
Ivar Nielsen Meier (født 12. juni 1806 i Kolstrup, Stepping Sogn, død 11. marts 1899) var en dansk lærer, præst og politiker
Han var søn af bolsmand Niels Nielsen og Kirsten Iversdatter f. Meier. Efter at have
været landsbylærer i 3 år i Ribe Stift blev han dimitteret fra Skårup Statsseminarium med udmærkelse 1828, og efter at have virket som huslærer i fire år i Kølstrup Præstegård blev han i 1832 kaldet til tredjelærer ved seminariet, og 1850 udnævntes han til andenlærer, hvilket han var indtil 1857. Han tog i mellemtiden artium 1832 og teologisk attestats 1839.
Meier blev ved valget i Svendborgkredsen 4. august 1852 og 26. februar 1853 valgt til folketingsmand. Ved valget i 1852 havde Meier endda formået at slå en så stor og mægtig modstander som redaktør Carl Ploug fra København, der kun opnåede 367 stemmer mod Meiers 451.
Meiers politiske liv fortsatte i Faaborgkredsen, hvor han blev valgt til Folketinget 27. maj 1853, men han nedlagde allerede sit mandat den 27. september 1854, altså efter kun 16 måneders rigsdagsvirksomhed. Årsagen til dette skal utvivlsomt findes i den hårdhændede kurs, som ministeriet Ørsted førte mod embedsmænd, der samtidig var politiske modstandere. Ministeriet havde i foråret kundgjort en indskrænkning af junigrundlovens principper, hvilket havde ført til en mistillidsdagsorden til regeringen i marts. A.S. Ørsted havde svaret igen ved at afskedige de protesterende embedsmænd fra deres stillinger. Der var derfor god grund til at frygte for sit job, hvis man samtidig var politisk engageret.
Meier blev senere sognepræst i Verninge Sogn, men var bitter over ikke at blive ansat som seminarieforstander, over ikke at blive præst i fødestavnen og endelig over ikke at kunne blive forflyttet fra Verninge. Meier udgav flere bøger, der blev meget anerkendte, og han udsendte også en stærkt benyttet grammatik. Han deltog i forhandlingerne om skolens reform i vore første frihedsår; men hans afhandling Grundstene til den nye Skolebygning (1852) vandt ikke den af Grundejerforeningen udsatte pris, og hans forsøg på som folketingsmand at få forandret skolelærereksamen var resultatløst. Derimod havde han som seminarielærer i dansk og regning
og ved udgivelsen af lærebøger i disse fag, der vise en skarp og original tænkning, betydelig indflydelse på en mængde lærere.
Han ægtede 1. gang (7. september 1844) Sophie Christine Bondesen (19. august 1813 – 17. oktober 1845), datter af landinspektør Bondesen i Skårup, og 2. gang (30. september 1846) Thora Camilla Jürgensen (3. maj 1823 – 1907), datter af købmand Jürgensen i Vordingborg.
Han døde 11. marts 1899.